# Régiment de Courten
Le régiment de Courten est un régiment d’infanterie valaisan au service du royaume de France créé en 1690. Un régiment "jumeau" existait dans le royaume de Sardaigne.

## Création et différentes dénominations
- 6 février 1690 : création du régiment de Courten
- 1er janvier 1791 : renommé 86e régiment d’infanterie de ligne
- 20 août 1792 : licencié

## Équipement

### Drapeaux
8 drapeaux, dont un blanc colonel « ondé de flâmes & croix blanches », et 7 d’ordonnance, « ondez de flâmes rouges, noires, & jaunes, & croix blanches ».

Drapeaux d’ordonnance du régiment de Courten
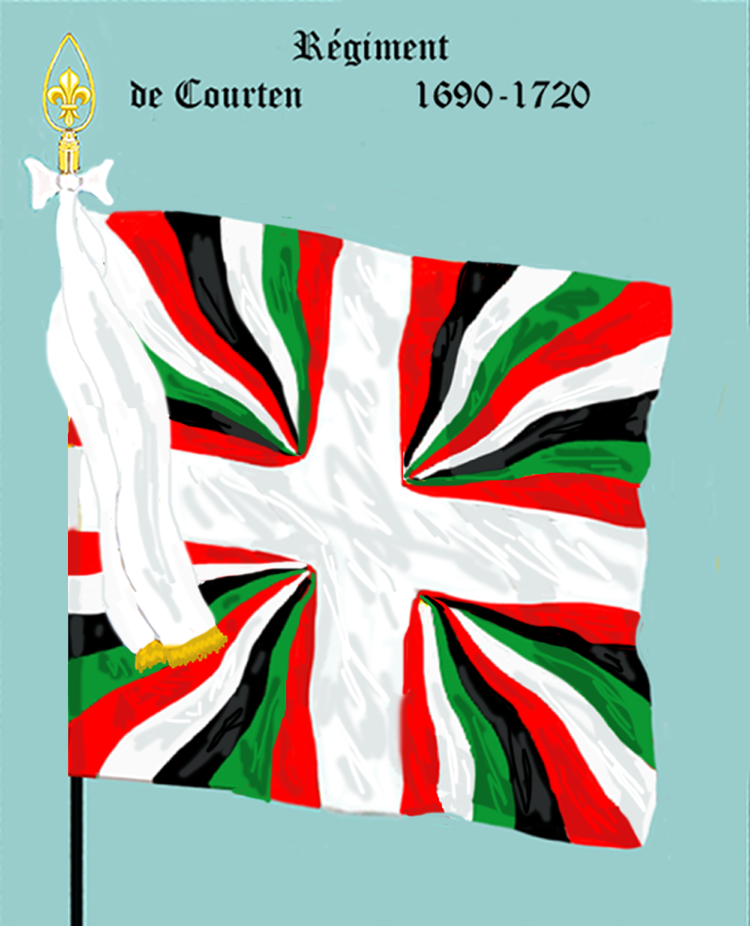
de 1689 à 1720
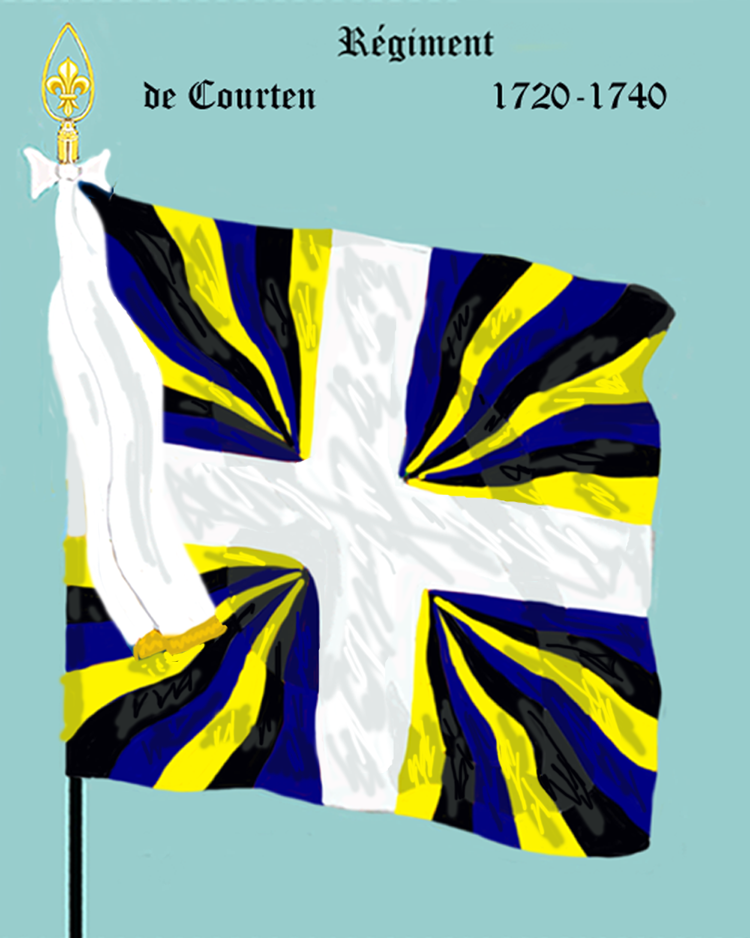
de 1720 à 1740
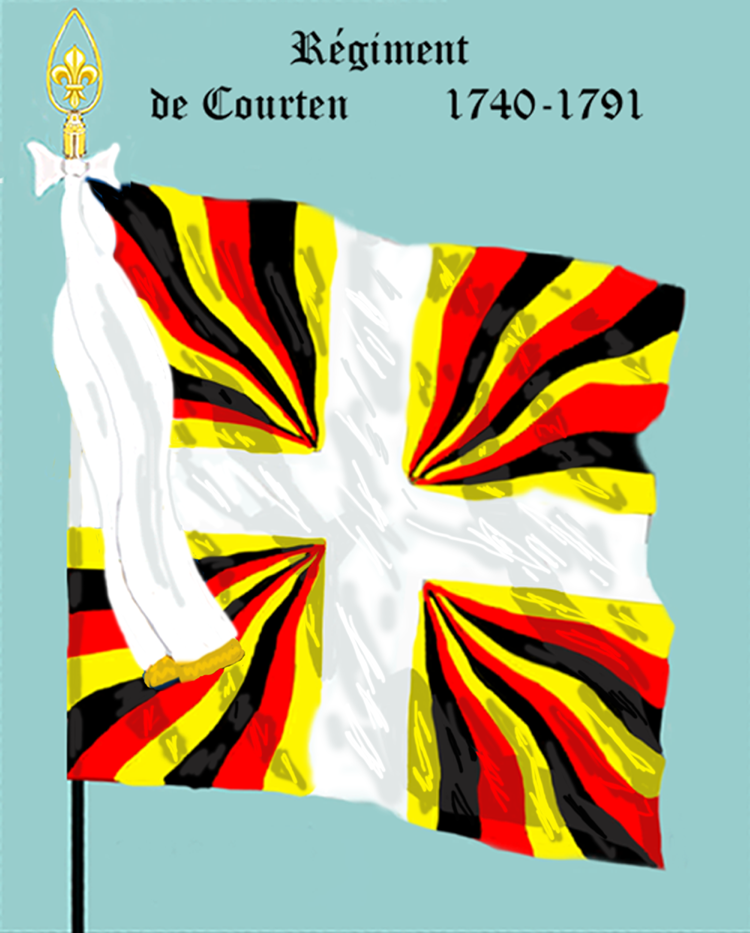
de 1740 à 1791

### Habillement

Uniformes
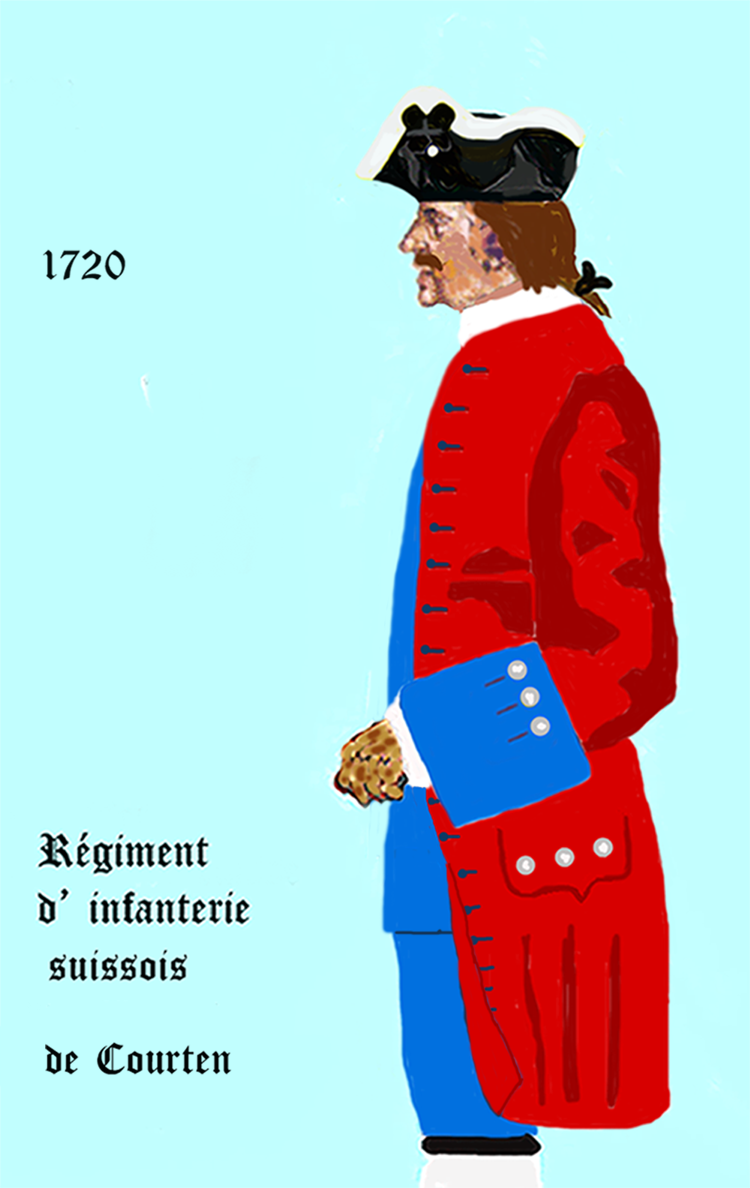
régiment de Courten de 1720 à 1734
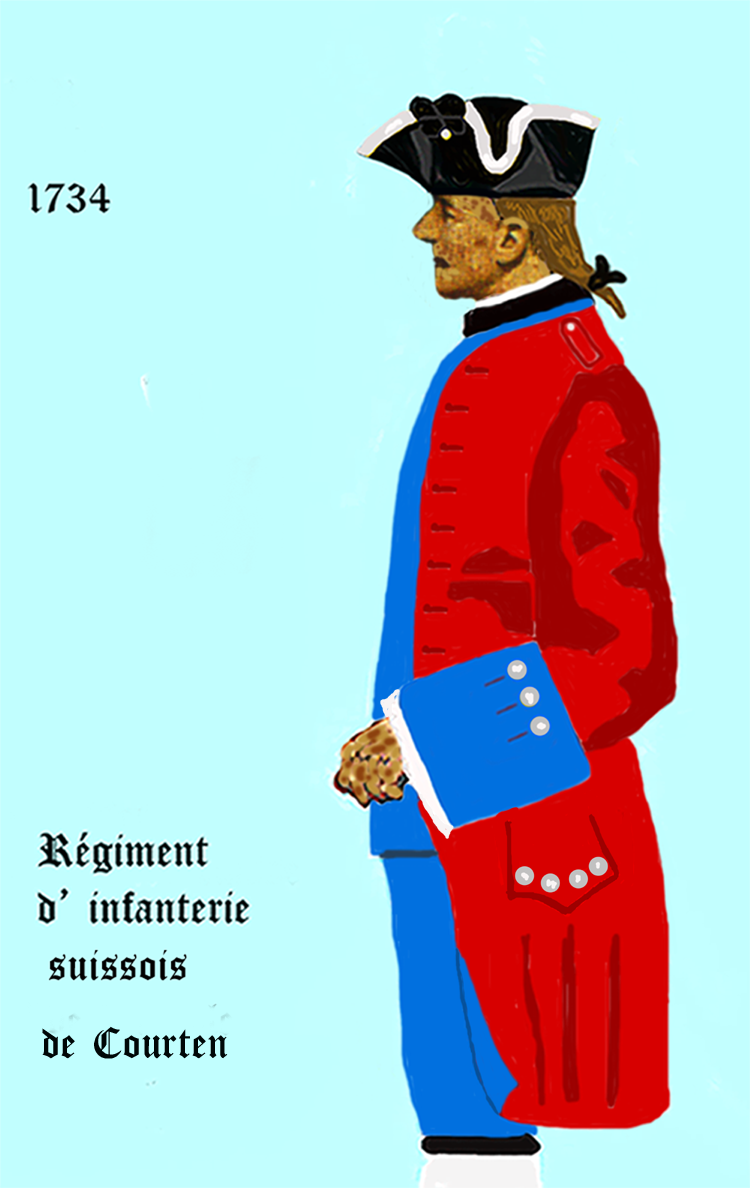
régiment de Courten de 1734 à 1762
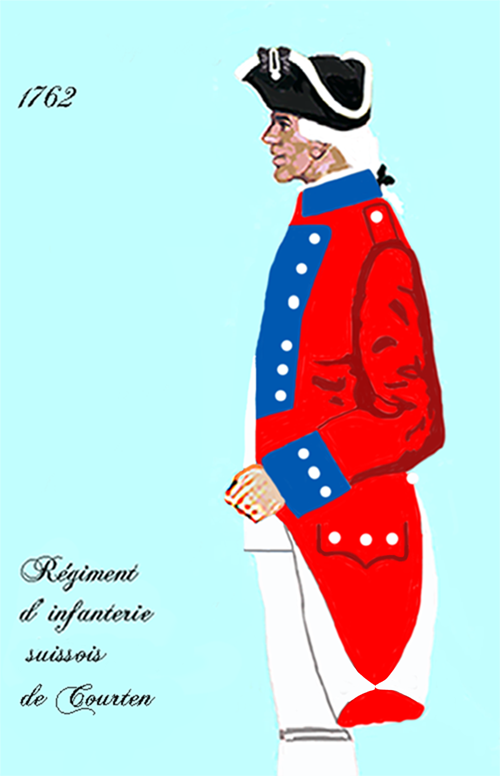
régiment de Courten de 1762 à 1767
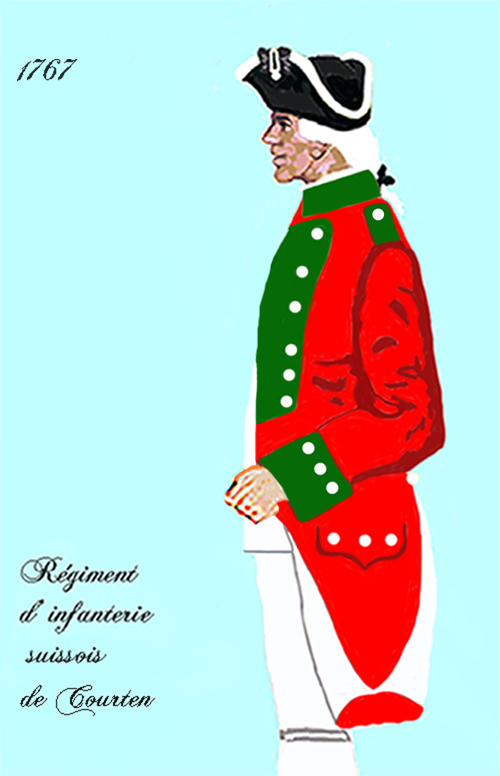
régiment de Courten de 1767 à 1776

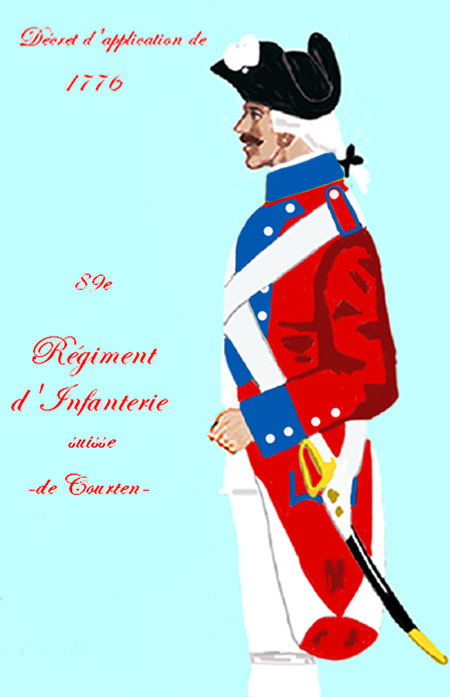
régiment de Courten de 1776 à 1786
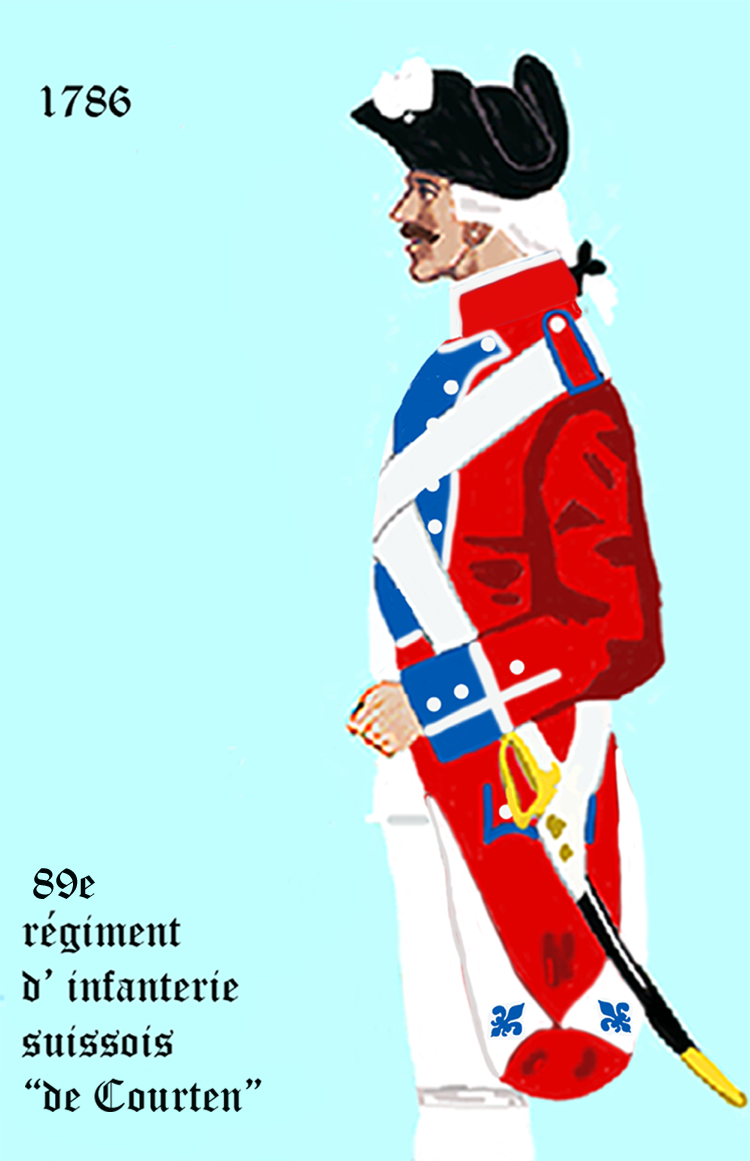
régiment de Courten de 1786 à 1791
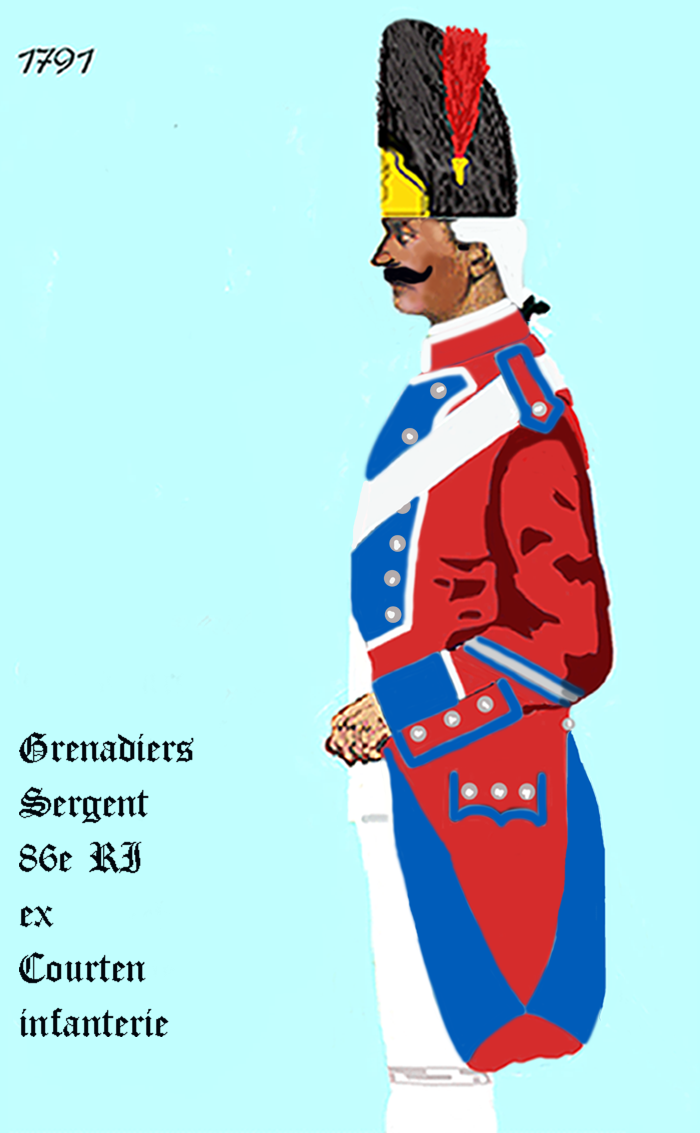
86e régiment d’infanterie de ligne de 1791 à 1792

## Historique

### Colonels et mestres de camp
- 6 février 1690 : Jean Étienne de Courten, brigadier le 3 janvier 1696, maréchal de camp le 26 octobre 1704, lieutenant général le 15 février 1721, † 26 février 1723
- 14 mars 1723 : Melchior de Courten, brigadier le 10 février 1704, maréchal de camp le 8 mars 1718, † 1728
- 12 février 1724 : Pierre, comte de Courten, brigadier le 1er août 1734, maréchal de camp le 20 février 1743, † 18 février 1744
- 6 mars 1744 : Maurice, comte de Courten, frère du précédent, brigadier le 1er mars 1738, maréchal de camp le 20 février 1743, lieutenant général le 1er janvier 1748
- 19 février 1766 : Antoine Pancrace, comte de Courten
- 7 mars 1790 : Jean Antoine, comte de Courten

### Quartiers
- Givet et Maubeuge[1]
- 1731 : Marsal